# باتالكراي ستوديوز
باتالكراي ستوديوز (بالإنجليزية: Battlecry Studios)‏ ، هي شركة ألعاب فيديو تابعة للشركة زيني ماكس ميديا، وتقع مقرها في مدينة أوستن بولاية تكساس الأمريكية.

## وصلات خارجية
- Bethblog.com
- IGN.com
  -  entry at موبي جيمز